# Situle Benvenuti
Pour les articles homonymes, voir Benvenuti.

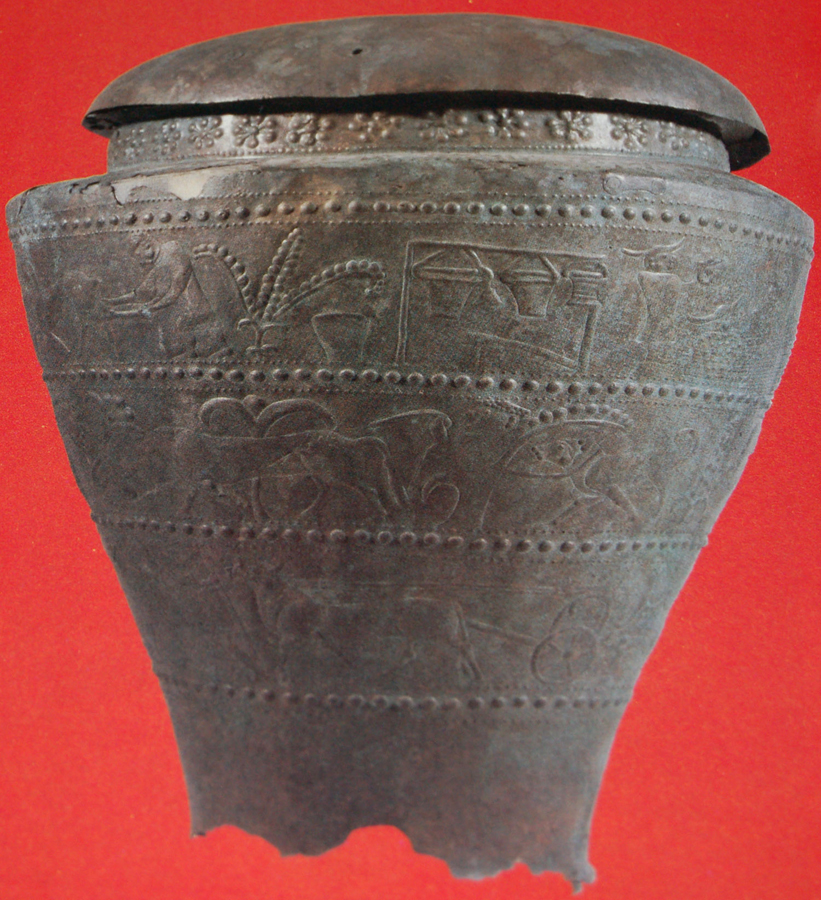
La Situle Benvenuti

La situle Benvenuti est une situle historiée en bronze, récipient en forme de seau tronconique, trouvée à la fin du XIXe siècle à Este (Italie, province de Padoue), dans les fouilles de la propriété Benvenuti. Elle se rattache à l'art des situles, style de décor figuré répandu de l'Italie du Nord à la Dalmatie entre le VIe et le IVe siècles av. J.-C., et, datée d'environ 600 av. J.-C., elle est probablement la plus ancienne des situles connues de ce type. C'est un des plus beaux témoignages de l'art de la civilisation atestine. Elle est conservée au Museo Nazionale Atestino à Este.

## Provenance
La situle a été trouvée dans les fouilles d'une nécropole située via S. Stefano, à Este, dans les jardins de la Villa Benvenuti. Elle faisait partie du matériel d'une tombe de femme (tombe Benvenuti n° 126).

## Description de la situle
La situle a une hauteur de 31, 5 cm ; son diamètre maximal, au niveau de l'épaule, est de 25,4 cm. Son couvercle est conservé, mais la partie inférieure de la situle est perdue. L'objet, en tôle de bronze, a été décoré au repoussé.

## Décoration
Le décor de la situle Benvenuti est constitué de trois registres horizontaux séparés par des cordons de bossettes entre deux rangs de perlettes. Des motifs floraux s'intercalent entre certains personnages ou animaux.
- Registre inférieur. Défilé de guerriers. Il doit s'agir, au moins pour partie, du retour d'une armée victorieuse : on voit des prisonniers.
- Registre médian. Défilé d'animaux réels ou fantastiques.
- Registre supérieur. Scènes de la vie quotidienne, dont un combat de pugilistes.